# Сорокин, Виктор Васильевич
Виктор Васильевич Сорокин (22 августа 1910 года, деревня Борозда Клинского уезда Московской губернии — 9 июня 2006 года, Москва) — московский краевед, главный библиограф и историк Научной библиотеки МГУ, один из основателей ВООПИиК.

## Биография
Родился в семье потомственных птицеловов и охотников. С 1920 года семья жила в Москве во 2-м Сорокосвятском переулке. Отец, Василий Карпович, работал кассиром на заводе «Красный поставщик» в Кожевниках, мать была домохозяйкой. Виктор учился вместе с сестрой Валентиной сначала на Воронцовской улице, а затем их перевели в школу на Больших Каменщиках. В 1929 году окончил школу-девятилетку с общественно-педагогическим уклоном и библиотечной специальностью.
С 1929 года – сотрудник Научной библиотеки Московского университета. Работая с фондами библиотеки, выявил рисунки, устанавливающие, что автор проекта особняка поэта и вельможи И. И. Дмитриева на Спиридоновке — А. Л. Витберг. Посещая Исторический музей, познакомился с москвоведом П. Н. Миллером, который пригласил его на заседание общества «Старая Москва».
Накануне Великой Отечественной войны окончил литературно-критическое отделение Литинститута имени А. М. Горького. 
В 1941 году вслед за эвакуированной библиотекой МГУ отправился в Ашхабад, а затем в Свердловск, где наряду с работой в библиотеке трудился подсобным рабочим на оборонном заводе по закалке деталей для «Катюш». Летом 1943 года вернулся в Москву.
В 1950-е годы входил в состав комиссии «Московский некрополь», являлся её секретарём.
В 1962 году был приглашён В. Н. Болховитиновым стать автором постоянной рубрики «По Москве исторической» в журнале «Наука и жизнь. Серии статей о прошлом Москвы со сведениями о зданиях и их обитателях, которые публиковались в 1963–1986 годах, впоследствии составили книгу «По Москве исторической».
12 февраля 1990 года выступил с докладом о юных годах Д. И. Фонвизина на первом заседании воссозданной комиссии «Старая Москва».
Сорокин выявил множество данных по истории Московского университета, сведений о московских улицах, домах, местах проживания известных лиц и их захоронениях.  Создал масштабную картотеку и фототеку – ценный памятник истории и культуры.
Жил в Москве на 5-й Парковой улице, в доме 55, корп. 2. Похоронен на Ваганьковском кладбище.
Архив В. В. Сорокина хранится в Научной библиотеке МГУ (отдел редких книг и рукописей) и содержит документы по истории Москвы, МГУ и Научной библиотеки МГУ, материалы о захоронениях выдающихся людей на кладбищах Москвы.

## Избранные труды
- Памятники литературной Москвы в гравюрах художника А. Мищенко / Предисл. Б. С. Земенкова. — М.: Советская Россия, 1957. — 144 с.
- Памятники и достопримечательности Ленинского района Москвы. М., 1969.
- История библиотеки Московского университета: (1800–1917 гг.). М., 1980.
- Сорокин В. В. Для того, чтобы спасти // Краеведы Москвы. Вып. 1. М., 1991. С. 170—187.